# Raúl Reyes
Raúl Reyes, właśc. Luis Edgar Devia Silva (ur. 30 września 1948 w La Placie w Kolumbii, zm. 1 marca 2008 w Santa Rosa de Sucumbíos w Ekwadorze) – kolumbijski partyzant, jeden z liderów organizacji Rewolucyjne Siły Zbrojne Kolumbii (FARC).

## Życiorys
Pochodził z ubogiej rodziny. Od najmłodszych lat wykazywał marksistowskie poglądy. Jako nastolatek wstąpił do młodzieżówki komunistycznej. W trakcie pracy w fabryce Nestlé w departamencie Caquetá był liderem związku zawodowego. W latach 70. pełnił funkcję miejskiego radnego we Florencia. Pod koniec lat 70. dołączył do Rewolucyjnych Sił Zbrojnych Kolumbii (FARC). Przez pewien czas miał rzekomo przebywać w Europie Wschodniej. Po powrocie do kraju ożenił się z Glorią Marín, córką lidera FARC, Manuela Marulandy. Uczestniczył w rozmowach pokojowych z rządem, uchodził za rzecznika rebeliantów.
Został zabity 1 marca 2008 roku w wyniku operacji wojskowej rządu. Siły rządowe w czasie ofensywy przekroczyły granicę Ekwadoru, co wywołało kryzys dyplomatyczny w Ameryce Łacińskiej.